# Берич, Роберт
Ро́берт Бе́рич (словен. Robert Berić; 17 июня 1991, Кршко, СФРЮ) — словенский футболист, нападающий китайского клуба «Тяньцзинь Цзиньмэнь Тайгер». Выступал за сборную Словении.

## Клубная карьера
Карьеру начал в своём родном городе Кршко в клубе «Кршко», который покинул, подписав контракт с футбольным клубом «Интерблок» из Любляны. Свой первый матч за этот клуб он сыграл, выйдя на замену в игре против клуба «Драва». Первый гол за команду забил 7 декабря 2008 года в ворота «Приморья».
В августе 2010 года вместе со своим партнёром по клубу Иличичем перешёл в «Марибор», подписав четырёхлетний контракт. В основном составе команды впервые вышел 15 марта 2010 года в матче против «Люцерна».
В летнее трансферное окно был возможен переход в английский «Ньюкасл», однако предложение было отвергнуто агентом игрока.
В 2013 году перешёл в «Штурм», а год спустя — в венский «Рапид». За «зелёно-белых» форвард дебютировал в Кубке Австрии 11 июля 2014 года против «Амштеттена». В дополнительное время он отдал голевой пас Кристоферу Дибону, единственный мяч которого позволил «Рапиду» выйти в следующий раунд турнира. Первый матч в Бундеслиге за столичную команду Берич провёл 19 июля, однако его выход на замену не помог: «зелёно-белые» потерпели сокрушительное поражение от «Ред Булла» со счётом 1:6. Первый гол за «Рапид» словенец забил в игре 4-го тура бундеслиги бывшей команде: на 49-й минуте он открыл счёт с передачи Томаса Шраммеля, однако на 76-й был удалён с поля. В итоге «Штурм» вырвал ничью. В сезоне 2014/15 Берич сыграл в 33-х матчах чемпионата, забив 27 голов (второй показатель сезона после Хонатана Сориано (31 мяч) из «Ред Булла») и отдав 6 голевых передач. В новом сезоне Берич успел выйти на поле 5 раз, забить 3 гола и отдать два голевых паса. В предпоследнем квалификационном раунде Лиги чемпионов два мяча и две голевые передачи словенца позволили «Рапиду» пройти голландский «Аякс», но на последнем этапе австрийцы выбыли в Лигу Европы, уступив по сумме двух игр украинскому «Шахтёру».
31 августа 2015 года, в последний день летнего европейского трансферного периода, Берич подписал четырёхлетний контракт с французским «Сент-Этьеном». Сумма, уплаченная австрийскому клубу за переход словенца, составила €4,5 млн. Форвард дебютировал в новой команде 12 сентября в матче 5-го тура чемпионата Франции против «Монпелье», на 80-й минуте заменив Кевина Монне-Паке. В домашней игре следующего тура с «Нантом» Берич вышел в стартовом составе и на 48-й минуте с передачи Венсана Пажо забил первый мяч за «Сент-Этьен». В 10-м и 12-м турах словенец забил ещё по голу — «Газелеку» и «Реймсу». После игры 13-го тура против «Лиона», состоявшейся 8 ноября, футболист прошёл медобследование, по результатам которого был диагностирован разрыв крестообразных связок правого колена. Нападающий выбыл до конца сезона 2015/16. 30 августа 2017 года Берич отправился в аренду в бельгийский «Андерлехт».
18 января 2020 года Берич перешёл в клуб MLS «Чикаго Файр», подписав контракт по правилу назначенного игрока до конца сезона 2021 с опцией продления на сезон 2022. Свой дебют в американской лиге, 1 марта в матче стартового тура сезона 2020 против «Сиэтл Саундерс», отметил голом. По итогам сезона 2020 Берич с 12-ю голами разделил с Раулем Руидиасом и Гьяси Зардесом вторую строчку в гонке бомбардиров MLS и был номинирован на звание новоприбывшего игрока года в MLS, но в голосовании занял второе место, уступив Лукасу Селараяну, а также был признан самым ценным игроком «Чикаго Файр». В июне 2021 года он получил грин-карту и в MLS перестал считаться иностранным игроком. По окончании сезона 2021 «Чикаго Файр» не стал продлевать контракт с Беричем.
23 декабря 2021 года во втором этапе Драфта возвращений права на Берича в MLS заполучил клуб «Спортинг Канзас-Сити».
В апреле 2022 года Берич присоединился к клубу Китайской суперлиги «Тяньцзинь Цзиньмэнь Тайгер».

## Достижения
- Чемпионат Словении (3): 2010/11, 2011/12, 2012/13
- Суперкубок Словении (1): 2011/12
- Кубок Словении (3): 2009/10, 2011/12, 2012/13